# Институт Жуковски
Институт Жуковски, полное наименование — Институт археологии и древнего мира имени Жуковски, англ. Joukowsky Institute for Archaeology and the Ancient World — междисциплинарный учебный и исследовательский центр, специализирующийся в археологии и искусстве Средиземноморья, Египта и Ближнего Востока. Аффилиирован с Университетом Брауна.

## История
Институт был основан в 2004 году на средства, которые пожертвовали Артемис Жуковски (Джукауски), бывший канцлер Университета Брауна и его супруга Марта Шарп Жуковски, en:Martha Sharp Joukowsky, бывшая доцент антропологии в Университете Брауна. Первым директором стала Сьюзен Олкок — вступила в должность в 2006 году. С июля 2015 года её сменил в должности Питер ван Доммелен.
Институт продолжил и существенно расширил исследования ранее существовавшего при Университете Брауна Центра археологии и искусства Старого света (Center for Old World Archaeology and Art, COWAA). Тот, в свою очередь, в 1978 году основали профессор классических исследований Р. Росс Холлоуэй, историк древнеримского искусства Рудольф Уинкс и уже упомянутая Марта Шарп Жуковски.
Институт переехал в обновлённый Род-Айленд-Холл, расположенный на Главной лужайке университета, в сентябре 2009 года.

## Текущие полевые исследования
- Archaeology of College Hill, Providence, RI
- Brown University Abydos Project, Egypt
- Brown University Labraunda Project, Turkey
- Brown University Petra Archaeological Project, Jordan
- Budsilha-Chocolja Archaeological Project, Chiapas, Mexico
- MonArch: Wesleyan-Brown Monastic Archaeology Project, Soissons, France
- Notion Archaeological Survey, Turkey
- The S’Urachi Project: Cultural Encounters and Everyday Life around a Nuraghe in Classical and Hellenistic Times, Sardinia, Italy
- Survey and Landscape Archaeology on Montserrat, West Indies
- Uronarti Regional Archaeology Project, Sudan